# José Casa
Pour les articles homonymes, voir Casa.
José Modeste Casa est un acteur français né à Mers-el-Kébir (Algérie) le 24 février 1912 et mort à Marseille (Bouches-du-Rhône) le 3 mars 2000.

## Filmographie
- 1938 : Quand le cœur chante de Bernard Roland (court métrage)
- 1948 : Barry de Richard Pottier
- 1948 : Deux amours de Richard Pottier - Un client
- 1948 : Ma tante d'Honfleur de René Jayet
- 1948 : Scandale aux Champs-Élysées de Roger Blanc - Le commissaire
- 1948 : Si ça peut vous faire plaisir de Jacques Daniel-Norman - Camoin
- 1949 : Drame au Vel'd'Hiv' de Maurice Cam - Un inspecteur
- 1949 : Pas de week-end pour notre amour de Pierre Montazel - Le brigadier
- 1949 : La Patronne de Robert Dhéry
- 1949 : Sans tambour ni trompette de Roger Blanc
- 1949 : Vive la grève de Robert Péguy (court métrage)
- 1950 : …Sans laisser d'adresse de Jean-Paul Le Chanois
- 1950 : Folie douce de Jean-Paul Paulin
- 1951 : La Grande Vie d'Henri Schneider - L'entraîneur
- 1952 : Le Boulanger de Valorgue d'Henri Verneuil - Le garde-champêtre
- 1952 : Mon mari est merveilleux d'André Hunebelle
- 1952 : Une fille dans le soleil de Maurice Cam - Burgière
- 1953 : Le Comte de Monte-Cristo de Robert Vernay - L'aubergiste, dans la première époque La Trahison
- 1953 : Quai des blondes de Paul Cadéac
- 1954 : Ali Baba et les Quarante voleurs de Jacques Becker - Un mendiant
- 1954 : Les Impures de Pierre Chevalier - Le maître d'hôtel
- 1954 : Le Mouton à cinq pattes d'Henri Verneuil - Le gendarme
- 1955 : Papa, maman, ma femme et moi de Jean-Paul Le Chanois - Angelo, l'ouvrier italien
- 1955 : Treize à table d'André Hunebelle
- 1956 : Le Cas du docteur Laurent de Jean-Paul Le Chanois - Un habitant du village
- 1957 : Folies-Bergère (ou Un soir au music-hall) d'Henri Decoin
- 1960 : Cocagne de Maurice Cloche
- 1962 : Le Voyage à Biarritz de Gilles Grangier